# Steve T. Kirby
Steve T. Kirby (* 26. März 1952 in Sioux Falls, South Dakota) ist ein US-amerikanischer Politiker. Zwischen 1993 und 1995 war er Vizegouverneur des Bundesstaates South Dakota.

## Werdegang
Steve Kirby studierte an der Arizona State University das Fach politische Wissenschaften. Nach einem anschließenden Jurastudium an der University of South Dakota und seiner Zulassung als Rechtsanwalt begann er in diesem Beruf zu arbeiten. Bis 1992 war er auch für das familieneigene Unternehmen Western Surety Company tätig, das in der Versicherungsbranche angesiedelt war. Im Jahr 1992 war er einer der Gründer der Firma Bluestem Capital Company.
Politisch wurde er Mitglied der Republikanischen Partei. Nach dem Tod von Gouverneur George S. Mickelson, der am 19. April 1993 bei einem Flugzeugabsturz ums Leben kam, wurde dessen Vizegouverneur Walter Dale Miller sein Nachfolger im höchsten Staatsamt von South Dakota. Dieser ernannte Steve Kirby zum neuen Vizegouverneur des Staates. Er bekleidete dieses Amt zwischen 1993 und 1995. Dabei war er Stellvertreter des Gouverneurs und Vorsitzender des Staatssenats.
Nach seiner Zeit als Vizegouverneur blieb Kirby weiterhin politisch aktiv. 2002 kandidierte er erfolglos für das Amt des Gouverneurs. Im Jahr 2008 zog er eine Kandidatur für den US-Senat in Betracht. Er entschied sich aber letztlich gegen diesen Schritt. Auch für 2014 war er für eine solche Kandidatur im Gespräch, die er aber erneut ablehnte. Im Juni 2013 wurde Kirby für fünf Jahre in den Investment Council des Staates South Dakota berufen. Dieses Gremium verwaltet über 10 Milliarden Dollar, unter anderem für die staatliche Pensionskasse. Steve Kirby ist Mitglied mehrerer Organisationen und Vereinigungen, wozu auch die American Bar Association gehört.